# Lütgenrode
Lütgenrode ist ein Ortsteil des Fleckens Nörten-Hardenberg im Landkreis Northeim in Niedersachsen.

## Geographische Lage
Lütgenrode liegt am Rand des Leinegrabens, westlich des Flecken Nörten-Hardenberg, dessen Ortsteil es ist.
Durch das Gebiet des Dorfes fließen die Espolde und der Ümmelbach, welcher am östlichen Ortsausgang in die Espolde mündet.
Der höchste Punkt des Ortes ist der Steinbühl mit 152,7 m ü. NN. Nachbardörfer sind Parensen, Wolbrechtshausen und Behrensen.

## Geschichte
Die erste urkundliche Erwähnung von Lütgenrode fand 1333 als Luttekerode statt. Die Namensgebung des Ortes steht im Zusammenhang mit der Neuschaffung von Ackerland aus Waldflächen (Rodung), welche zur Zeit der Gründung auf dem Gebiet vorgenommen wurde, ebenso wie bei dem in der Nähe befindlichen Ort Großenrode. Der Name Lütgenrode kann daher als „kleine Rodung“ übersetzt werden.
Zu dieser Zeit verkauften die Herren von Hanstein das Lehnsgut in Lütgenrode an das Adelsgeschlecht Hardenberg, das von da an über das Dorf bestimmte. In eben jener Zeit waren auch die Herren von Grone in Lütgenrode begütert, was daraus hervorgeht, dass sie am 1. Mai 1385 dem Stift St. Petri in Nörten-Hardenberg den Zehnten zu Lütgenrode verkauften, im folgenden Jahr veräußerten die Herren von Grone dem Stift weitere 3 Hufen, des Ortes. Der Besitz des Nörtener Petersstiftes wuchs bis in das 18. Jahrhundert weiter an, so berichtet der Nörtener Dechant Kannemann 1740 von 4 bzw. 2 Hufen großen Meierhöfen, einem Zehnten von 40 Morgen, einem Stückzehnten und 7 ½ Morgen Fladenland. Für die Nutzung des Fladenlandes verpflichtete sich der Petersstift zu Ostern die Fladen, kleine, runde Kuchen mit einem Überzug aus Eiern und Honig, zu weihen. 1683 und 1706 wurde der Umfang des Fladenlandes an einen gewissen Molthan, auf 6 Jahre gegen eine jährliche Abgabe von 3 Scheffel Roggen oder Hafer, verlehnt.
Im 15. Jahrhundert wurde das Dorf Opfer von Fehden. In einem Zeitraum von nur sechs Jahren brannte der Ort zweimal durch Angriffe fast vollständig ab.
Doch auch danach, zu Zeiten der Reformation, waren die Konflikte des Dorfes nicht vorbei. Dies lag darin begründet, dass sich Lütgenrode und andere Dörfer im Einflussbereich des Adelsgeschlechts Hardenberg viel schneller zum evangelischen Glauben bekehrten als ihre Herren. Es fand so eine kirchliche Spaltung statt, bei der sich die Lütgenröder zuerst der 1542 bereits reformierten Kirche von Parensen zugehörig fühlten, später aber sich dem Kloster Marienstein zuwandten, als dieses seinen Glauben neu ausrichtete. Formell gehörte Lütgenrode jedoch weiter zur Pfarre Nörten, welche sich bis 1808 das Recht vorbehielt kirchliche Handlungen im Ort vorzunehmen. Nach dem Ersten Weltkrieg, wurde Lütgenrode dann wieder der Kirche in Parensen zugeordnet. Eine Zugehörigkeit die heute noch besteht.
Ab dem 19. Jahrhundert entwickelte sich der Ort friedlich weiter und der landwirtschaftliche Alltag prägte das Leben der Menschen. Jedoch fanden im Zuge der Industrialisierung auch immer mehr Menschen Arbeit in den nahegelegenen Fabriken.
Am 1. März 1974 wurde Lütgenrode in den Flecken Nörten-Hardenberg eingegliedert.

### St.-Johannis-Kapelle

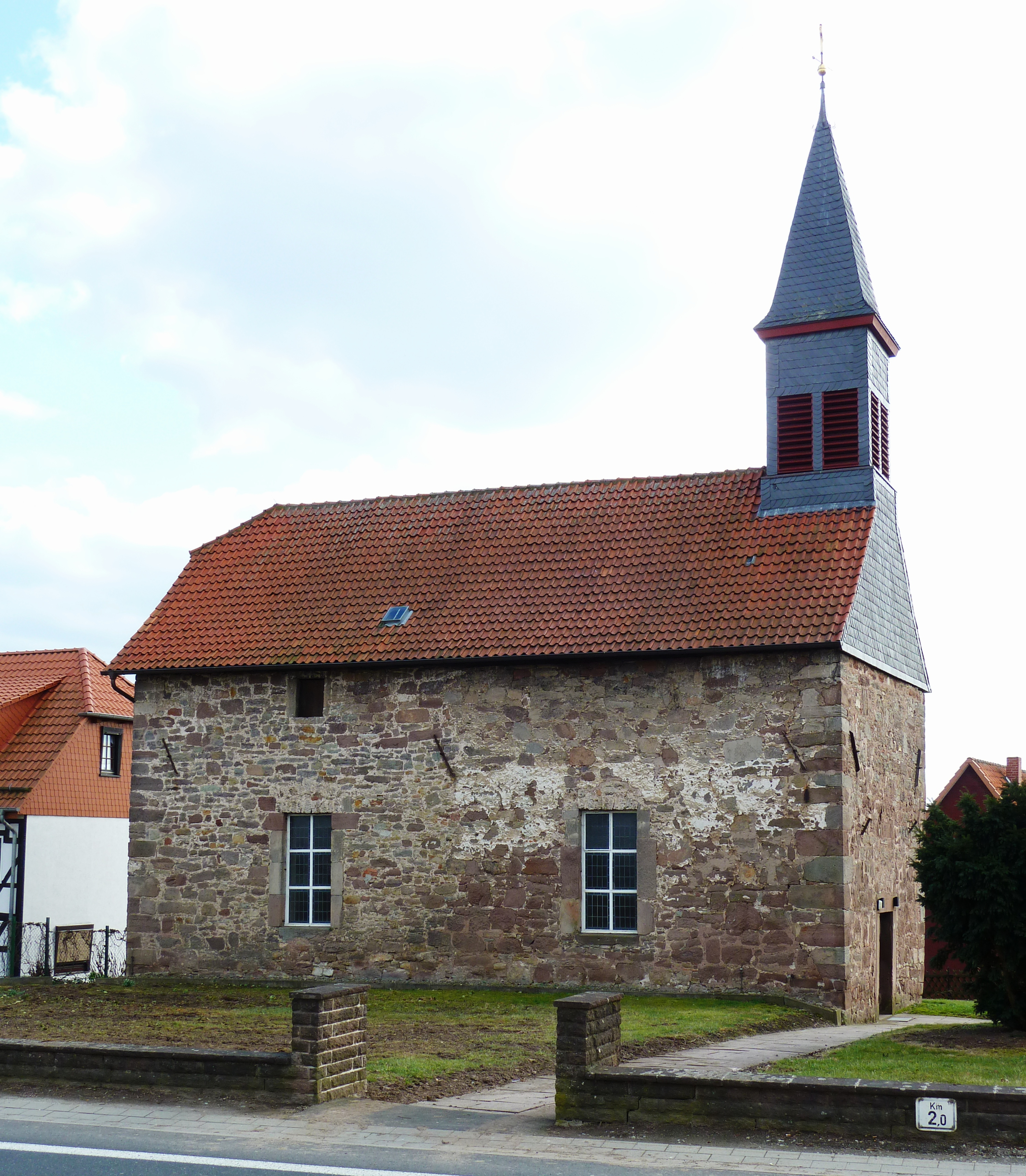
Kapelle St. Johannis, Ansicht von Norden (2011)

Oberhalb der Espolde steht die evangelisch-lutherische Kapelle St. Johannis. Ihre Geschichte lässt sich bis in die Zeit der Ortsgründung im 14. Jahrhundert zurückverfolgen. Damals wurde sie als Wehrkapelle errichtet und nahm daher bis zu ihrer teilweisen Zerstörung bei einer Fehde 1484–1486 neben ihrer kirchlichen Funktion auch eine Funktion als Schutz- und Lagerraum ein.
Beim Wiederaufbau, der laut Inschrift auf 1592 zu datieren ist, wurde der Bau nach Westen erweitert, was heute durch eine Baunaht, mit ausgeprägten Eckquadern als östlicher Begrenzung, in der Mitte der Längsmauer noch gut zu erkennen ist. Der Ostteil der Kirche betrug eine Länge von etwa. 7,60 m und mehrere Stockwerke. Dafür sprechen die Mauerscharten, welche sich auf der Höhe der heutigen Decke, 5,15 m über dem Fußboden, befinden. Einst befand sich auf dieser Höhe das erste Obergeschoss. Aus der bekannten Durchschnittshöhe solcher Stockwerke lässt sich zudem ein zweites Stockwerk rekonstruieren. Unter dem Südfenster des Urbaus ist noch die vermauerte Tür zu erkennen, erhalten ist an dieser Stelle auch die Süd- und Ostwand der einstigen Kapelle, die anderen Wände fielen vermutlich der Fehde 1485/86 zum Opfer. Die Kapelle, die ihren Wehrcharakter im 18. Jahrhundert durch weitere Baumaßnahmen endgültig verlor, gilt als Keimzelle des Dorfes und prägt das Ortsbild noch heute maßgeblich.
Die Kapellengemeinde Lütgenrode wurde zum 1. Januar 2009 aufgehoben und vollständig in die Evangelisch-lutherische Kirchengemeinde Parensen-Lütgenrode integriert. Das Kapellengebäude weist seit einigen Jahren schwere Schäden am Mauerwerk auf und galt einige Zeit als einsturzgefährdet. Im Jahr 2015 wurde die Arbeitsgemeinschaft Kapelle Lütgenrode gebildet mit dem Ziel, Gelder für die Sanierung des historischen Gebäudes zu sammeln und einen bevorstehenden Abriss zu verhindern. 2017 ermöglichte eine Notsicherung des älteren, zum ehemaligen Wehrturm gehörenden Teils der Südwand vorübergehend eine weitere Nutzung.

## Politik
Der Ortsrat in Lütgenrode setzt sich aus fünf Ratsfrauen und Ratsherren zusammen. Bei der Kommunalwahl 2021 ergab sich folgendes Ergebnis und folgende Sitzverteilung:
| Ortsrat 2021Insgesamt 5 Sitze - FDP: 1 - CDU: 4 | Ortsratswahl 2021Wahlbeteiligung: 65,68 % 80706050403020100 74,14 %25,86 % CDUFDP |

## Wirtschaft und Infrastruktur

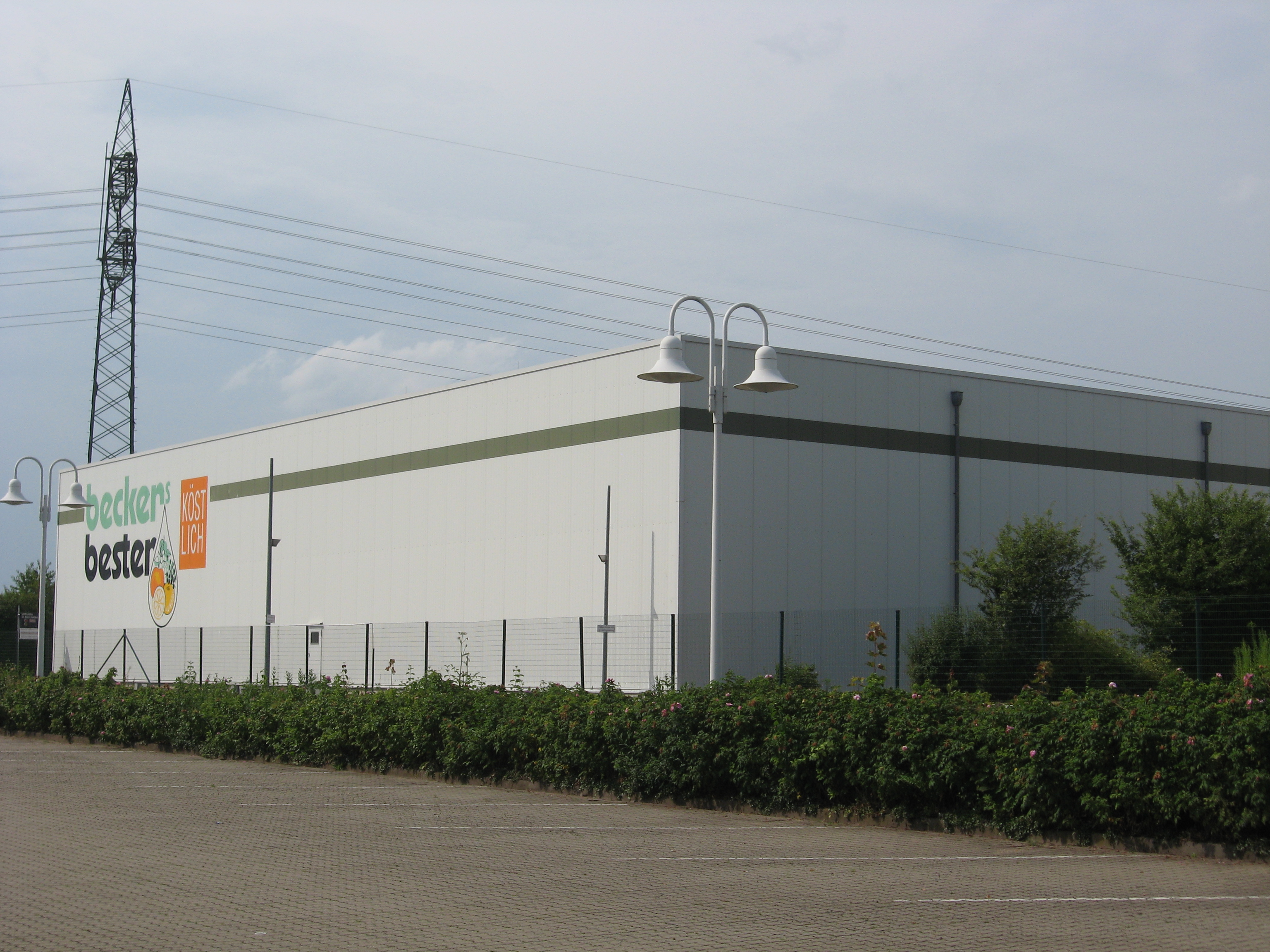
Beckers Bester

Das größte in Lütgenrode ansässige Unternehmen ist die Firma Beckers Bester; daneben gibt es eine Tankstelle und einen Gasthof mit Restaurant.

### Verkehr
Mitten durch Lütgenrode verläuft die Bundesstraße 446 von Duderstadt nach Hardegsen, die am östlichen Ortsausgang die A7 unterquert und dort eine Auffahrt zu dieser besitzt.
An den öffentlichen Nahverkehr ist Lütgenrode mit Buslinien der RBB Regionalbus GmbH angebunden. Der nächste Bahnhof befindet sich in Nörten-Hardenberg.